# الحيوة (طور الباحه)

تعديل مصدري - تعديل

الحيوة هي إحدى قرى عزلة طور الباحــة بمديرية طور الباحة التابعة لمحافظة لحج، بلغ تعداد سكانها 234 نسمة حسب تعداد اليمن لعام 2004.